# Línea 3 (Metroplús)
La línea 3 del sistema de transporte Metroplús de Medellín, llamada también Corredor sur, es una pretroncal que conecta los municipios de Medellín, Envigado e Itagüí, facilitando la integración del transporte masivo en el sur del Valle de Aburrá. Este proyecto forma parte de la estrategia de expansión del sistema Metroplús, con el objetivo de mejorar la movilidad urbana, reducir la congestión vehicular y promover el uso del transporte público sostenible en una de las zonas más densamente pobladas y transitadas del área metropolitana.

## Antecedentes
La planificación del Corredor sur surge por la necesidad de mejorar la conectividad entre Medellín, Envigado e Itagüí. El proyecto ha enfrentado retrasos y dificultades financieras a lo largo de su ejecución. La coordinación entre los municipios y el Ministerio de Transporte ha sido clave para avanzar en su construcción.

## Características técnicas
El Corredor Sur del Metroplús tiene aproximadamente 21 km de longitud, con carriles exclusivos para buses articulados, estaciones, andenes peatonales y ciclovías. Su infraestructura incluye zonas verdes y puentes peatonales para facilitar la accesibilidad. La vía está diseñada para soportar alta demanda de pasajeros y mejorar la eficiencia del transporte público.

## Tramos y estaciones

### Tramo 1: La Aguacatala – Envigado
Este tramo conecta la estación La Aguacatala del Metro con Envigado, pasando por la Avenida Guayabal. Incluye estaciones intermedias y pasos peatonales subterráneos de 60 metros de longitud. Se amplió la vía de dos a tres carriles para facilitar el tránsito de buses y vehículos.

### Tramo 2: Envigado – Itagüí
Este tramo conecta Envigado con Itagüí, atravesando sectores como El Rosario y el Parque del Artista. El tramo 4A de la fase 1B, inaugurado en marzo de 2024, tiene aproximadamente 1 km de longitud y dos calzadas de tres carriles cada una. Incluye puentes, andenes, ciclorrutas y zonas verdes. Con esta entrega se avanzó en la operación temprana de buses articulados en Itagüí.

### Tramo 3: Itagüí – Terminal Sur
Este tramo finaliza en el Terminal Sur de Itagüí, integrando rutas intermunicipales y el SITVA. Las obras avanzan según cronograma para completar la integración total del Corredor Sur.

## Impacto en movilidad y medio ambiente
El Corredor Sur ha mejorado la movilidad urbana y reducido la congestión en el sur del Valle de Aburrá. Los carriles exclusivos de buses articulados optimizan el transporte público y reducen tiempos de desplazamiento. La infraestructura incluye espacios peatonales y ciclorrutas, promoviendo la movilidad sostenible.

## Desafíos y perspectivas futuras
El proyecto ha enfrentado problemas de financiación y gestión administrativa. La entrega en fases ha requerido coordinación entre Metroplús, municipios y Ministerio de Transporte. Se espera la finalización de todos los tramos para la operación completa del Corredor Sur.